# حبيل الويزة (طور الباحة)

تعديل مصدري - تعديل

حبيل الويزة هي إحدى قرى عزلة طور الباحة بمديرية طور الباحة التابعة لمحافظة لحج، بلغ تعداد سكانها 55 نسمة حسب تعداد اليمن لعام 2004.